# Nereo (cráter)
Nereo es un cráter de impacto del planeta Marte situado a -4.3° Norte y 39.3° Oeste (-5.2° Norte y 301.1° Este). La colisión causó una abertura de 1.1 kilómetro de diámetro en la superficie del cuadrángulo MC-18 del planeta. El nombre fue aprobado en 1979 por la Unión Astronómica Internacional.